# Demografia da Papua-Nova Guiné

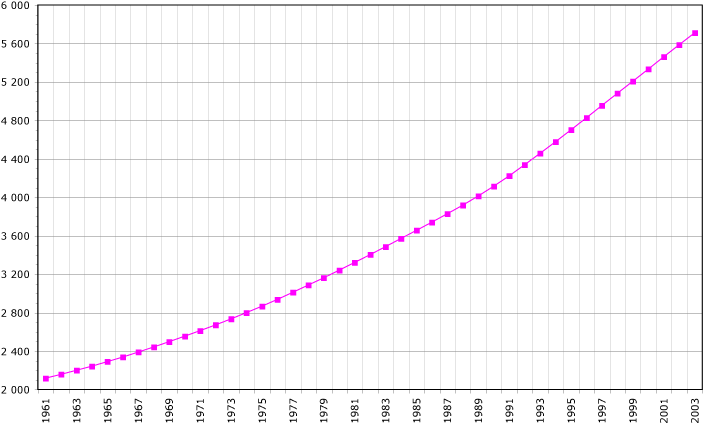
Evolução demográfica da Papua-Nova Guiné, 1961-2003

## Estatísticas
- 2000 População: 4.926.984 (estimativa)
- 2008 População: 5.931.769
- 2011 População: 6.187.591[1]
- Faixas etárias:

0-14 anos: 39% (homens 972.289; mulheres 940.049)
15-64 anos: 58% (homens 1.470.158; mulheres 1.365.523)
65 anos e acima: 3% (homens 84.942; mulheres 94.023) (2000 est.)
- Taxa de crescimento populacional: 2,47% (2000 est.)
- Taxa de nascimentos: 32,68 nascimentos/1.000 habitantes (2000 est.)
- Taxa de mortes: 8 mortes/1.000 habitantes (2000 est.)
- Taxa de mortalidade infantil: 59,89 mortes/1.000 nascimentos (2000 est.)
- Expectativa de vida ao nascer:

total da população: 63,10 anos
homens: 61,05 anos
mulheres: 65,26 anos (2000 est.)
- Taxa total de fertilidade: 4,38 crianças nascidas por mulher (2000 est.)
- Taxa de alfabetização: 72,2% da população a partir dos 15 anos sabem ler e escrever (1995 est.)

## Migração
- Taxa de migração: 0 imigrante(s)/1,000 pessoas (1995)

## Etnias
Maiores grupos étnicos:
- Melanésios
- Negritos
- Micronésios
- Polinésios

 Menores grupos étnicos:
- Papuanos,,/
- Wopkaimin

e mais de outros 700

## Idiomas
Nas altas terras de Papua as montanhas fazem barreiras naturais entre grupos diferentes ajudando-os a preservar suas singulares variedades de cultura e línguas. Com 850 idiomas falados em todo o país, Papua-Nova Guiné é a nação em que se falam mais línguas. É também nesta meia-ilha que se concentra parte da lista de idiomas ameaçados de extinção, que pode reduzir as atuais seis mil linguagens humanas a apenas seiscentas.
Idiomas oficiais: inglês, hiri motu, tok pisin e língua de sinais.